# Georgi Stankow
Georgi Stankow (bułg. Георги Станков, ur. 10 sierpnia 1943 w Perniku) – bułgarski bokser, medalista igrzysk olimpijskich w 1968.
Startował w kategorii półciężkiej (do 81 kg). Wystąpił w mistrzostwach Europy w 1967 w Rzymie, gdzie przegrał pierwszą walkę z Cosimo Pinto z Włoch.
Zdobył brązowy medal na igrzyskach olimpijskich w 1968 w Meksyku, gdzie pokonał mistrza igrzysk panamerykańskich Arta Reddena z USA i Bernarda Malherbe’a z Francji, a w półfinale został pokonany przez Danasa Pozniakasa z ZSRR.
Odpadł w ćwierćfinale mistrzostw Europy w 1969 w Bukareszcie po porażce z Ralfem Jensenem z Danii. Na igrzyskach olimpijskich w 1972 w Monachium przegrał pierwszą walkę z Nikołajem Anfimowem z ZSRR.